# 34101 Hesrivastava
34101 Hesrivastava è un asteroide della fascia principale. Scoperto nel 2000, presenta un'orbita caratterizzata da un semiasse maggiore pari a 2,3351017 au e da un'eccentricità di 0,1033350, inclinata di 6,10431° rispetto all'eclittica.